# Agatha Jeruto
Agatha Jeruto Kimaswai (* 2. April 1994) ist eine ehemalige kenianische Mittelstreckenläuferin, die sich auf den 800-Meter-Lauf spezialisiert hat.

## Sportliche Laufbahn
Erste internationale Erfahrungen sammelte Agatha Jeruto im Jahr 2011, als sie bei den Jugendweltmeisterschaften nahe Lille mit 2:07,52 min im Halbfinale im 800-Meter-Lauf ausschied. Im Jahr darauf schied sie bei den Juniorenweltmeisterschaften in Barcelona mit 2:03,98 min im Semifinale aus und 2013 gewann sie bei den Juniorenafrikameisterschaften in Réduit in 2:04,9 min die Silbermedaille und belegte dort im Weitsprung mit 5,58 m den vierten Platz. Im Jahr darauf wurde sie bei den IAAF World Relays 2014 auf den Bahamas in 8:04,28 min Zweite in der 4-mal-800-Meter-Staffel hinter dem US-amerikanischen Team und stellte damit einen Afrikarekord auf. Im Juli schied sie bei den Commonwealth Games in Glasgow mit 2:04,64 min in der ersten Runde über 800 Meter aus und anschließend gewann sie bei den Afrikameisterschaften in Marrakesch in 1:59,84 min die Bronzemedaille hinter ihren Landsfrauen Eunice Jepkoech Sum und Janeth Jepkosgei Busienei. 2015 wurde sie vom kenianischen Leichtathletikverband wegen eines positiven Dopingtests auf das Steroid Norandrosteron mit einer vierjährigen Sperre belegt. 2019 bestritt sie erneut Wettkämpfe, beendete aber im selben Jahr ihre aktive sportliche Karriere.

## Persönliche Bestzeiten
- 800 Meter: 1:59,51 min, 7. September 2014 in Rieti